# Matias de Albuquerque
Matias de Albuquerque (Pernambuco, 1580 – Lisbona, 9 giugno 1647) è stato un militare portoghese.

## Biografia
Nato nel Pernambuco, nella capitaneria omonima del Brasile, nel 1624 venne designato, a causa della cattura di Diogo de Mendonça Furtado, Governador-Geral do Estado do Brasil ad interim, con il comando delle truppe destinate a fronteggiare l'invasione degli Olandesi. Nel 1625 venne sostituito dal nuovo governatore, Francisco de Moura Rolim, mantenendo incarichi di natura militare.  Nel 1630 non riuscì, a causa dell'esiguità delle sue forze, a impedire la cattura di Olinda e di Recife, ma, con abile manovra, si ritirò e fortificò nell'Arraial Velho do Bom Jesus, in attesa dei soccorsi inviati dalla madre patria. All'arrivo dei soccorsi, fu nominato maestro di campo generale e guidò l'esodo degli abitanti di Pernambuco verso Alagoas. Nel 1635 fu privato del comando, che venne affidato a Luis de Rojas y Borja, e l'anno seguente ritornò a Lisbona, dove fu arrestato per accuse relative al suo governatorato e alla sua azione militare. Liberato nel 1640, allo scoppio della guerra di restaurazione portoghese, Albuquerque successe al conte d'Óbidos nel comando di una divisione dell'esercito portoghese; si segnalò per la cattura di Almendral, Alconchel, Villanueva del Fresno e altre piazzeforti dell'Estremadura, e infine, nel 1644, a Campo Mayor, ottenne la vittoria decisiva sugli spagnoli, battendo il generale napoletano Carlo Andrea Caracciolo, che aveva militato sotto di lui nelle campagne del Brasile. Ricevette da Giovanni IV il titolo di conte di Alegrete nel 1646, morendo a Lisbona nel 1647.